# Дацьківська сільська рада (Корсунь-Шевченківський район)
Дацькі́вська сільська́ ра́да — колишня адміністративно-територіальна одиниця та орган місцевого самоврядування в Корсунь-Шевченківському районі Черкаської області. Адміністративний центр — село Дацьки.

## Загальні відомості
- Населення ради: 1 419 осіб (станом на 2001 рік)

## Населені пункти
Сільській раді підпорядковані населені пункти:
- с. Дацьки
- с. Переможинці
- с. Прутильці
- с. Яблунівка

## Природно-заповідний фонд
На землях сільради розташована ботанічна пам'ятка природи місцевого значення Вікове дерево липи звичайної.

## Склад ради
Рада складається з 16 депутатів та голови.
- Голова ради: Березовий Микола Ігоревич
- Секретар ради: Оніщенко Леся Миколаївна

### Керівний склад попередніх скликань
| Прізвище, ім'я, по батькові   | Основні відомості                                   | Дата обрання | Дата звільнення |
| ----------------------------- | --------------------------------------------------- | ------------ | --------------- |
| Васильченко Петро Олексійович | Сільський голова, 1958 року народження              | 26.03.2006   | 31.10.2010      |
| Березовий Микола Ігоревич     | Сільський голова, 1986 року народження, освіта вища | 31.10.2010   |                 |

Примітка: таблиця складена за даними сайту Верховної Ради України

### Депутати
За результатами місцевих виборів 2010 року депутатами ради стали:

#### За суб'єктами висування
| Суб'єкт висування           | Кількість обраних депутатів | %    |
| --------------------------- | --------------------------- | ---- |
| Самовисування               | 7                           | 43,8 |
| Комуністична партія України | 4                           | 25   |
| Партія регіонів             | 4                           | 25   |
| Народна партія              | 1                           | 6,3  |

#### За округами
| № округу                    | Прізвище, ім'я, по батькові  | Дата визнання обраним | Освіта  | Партійна приналежність | Відомості про обраного депутата                                               |
| --------------------------- | ---------------------------- | --------------------- | ------- | ---------------------- | ----------------------------------------------------------------------------- |
| Комуністична партія України |                              |                       |         |                        |                                                                               |
| 5                           | Резніченко Ніна Миколаївна   | 03.11.2010            | вища    | позапартійна           | ЗАТ НФВ «Урожай», завідувачка СТФ                                             |
| 9                           | Онищенко Іван Леонідович     | 03.11.2010            | середня | позапартійний          | приватний підприємець                                                         |
| 10                          | Бойко Галина Пентрівна       | 03.11.2010            | середня | позапартійна           | тимчасово не працює                                                           |
| 11                          | Бабак Микола Костянтинович   | 03.11.2010            | середня | позапартійний          | пенсіонер                                                                     |
| Народна Партія              |                              |                       |         |                        |                                                                               |
| 13                          | Мавренкова Надія Петрівна    | 03.11.2010            | вища    | член Народної партії   | ЗАТ НВФ «Урожай», бухгалтер                                                   |
| Партія регіонів             |                              |                       |         |                        |                                                                               |
| 1                           | Кравченко Галина Вікторівна  | 03.11.2010            | середня | член Партії регіонів   | Дацьківська сільська рада, землевпорядник                                     |
| 2                           | Саварська Ольга Григорівна   | 03.11.2010            | вища    | член Партії регіонів   | Дацьківський авчально-виховний комплекс, вчитель                              |
| 8                           | Оніщенко Леся Миколаївна     | 03.11.2010            | середня | член Партії регіонів   | Дацьківська сільська рада, секретар                                           |
| 15                          | Кравченко Валентина Петрівна | 03.11.2010            | середня | член Партії регіонів   | Дацьківська сільська рада, бухгалтер                                          |
| Самовисування               |                              |                       |         |                        |                                                                               |
| 3                           | Шевченко Людмила Вікторівна  | 03.11.2010            | середня | позапартійна           | Дацьківський фельдшерсько-акушерський пункт, завідувачка                      |
| 4                           | Кравець Тетяна Павлівна      | 03.11.2010            | вища    | позапартійна           | Дацьківский навчально-виховний комплекс, директор                             |
| 6                           | Холодило Надія Олексіївна    | 03.11.2010            | середня | позапартійна           | тимчасово не працює                                                           |
| 7                           | Білошапка Ольга Василівна    | 03.11.2010            | середня | позапартійна           | ЗАТ НВФ «Урожай», кухар                                                       |
| 12                          | Даниленко Ірина Сергіївна    | 03.11.2010            | середня | позапартійна           | тимчасово не працює                                                           |
| 14                          | Ковтун Надія Григорівна      | 03.11.2010            | вища    | позапартійна           | Фінансове управління Корсунь-Шевченківської РДА, заступник начальника відділу |
| 16                          | Мороз Катерина Іванівна      | 03.11.2010            | середня | позапартійна           | Дацьківський фельдшерсько-акушерський пункт, молодша медсестра                |